# YLE Extra
YLE Extra est une chaîne de télévision finlandaise du groupe de télévision publique Yle diffusée du 27 avril 2007 au 1er janvier 2008. Elle avait une programmation axée sur le sport, la culture et la retransmission d'événements en direct. Elle était diffusée sur le canal 8 de la télévision numérique terrestre finlandaise.
La suppression de la chaîne est due à des mesures d'économies au sein de la Yleisradio, mais également à ses faibles audiences.
Elle a été remplacée par YLE TV1+ le 1er janvier 2008.

## Audience
Audience 2007 : 0.8 %